# Ди Санте (Кјети)
Ди Санте (итал. Di Sante) је насеље у Италији у округу Кјети, региону Абруцо.
Према процени из 2011. у насељу је живело 26 становника. Насеље се налази на надморској висини од 121 м.